# Melitta aegyptiaca
Melitta aegyptiaca is een vliesvleugelig insect uit de familie Melittidae. De wetenschappelijke naam van de soort is voor het eerst geldig gepubliceerd in 1891 door Radoszkowski.